# Gaussova funkce

Grafy normalizovaných gaussovských funkcí s různými parametry

Gaussova funkce pojmenovaná po matematikovi Carlu Friedrichu Gaussovi je reálná funkce jedné reálné proměnné {\displaystyle x} se třemi parametry {\displaystyle a,\mu ,\sigma } ve tvaru
{\displaystyle f\left(x\right)=ae^{-{\frac {\left(x-\mu \right)^{2}}{2\sigma ^{2}}}}\,.}
Čísla {\displaystyle a} a {\displaystyle \sigma } musí být kladná, {\displaystyle \mu } je libovolné reálné, {\displaystyle e} je Eulerovo číslo (2,71828...). Graf funkce má v bodě {\displaystyle x=\mu } vrchol o výšce {\displaystyle a}, který graf dělí na dvě vzájemně souměrné části – levou rostoucí z 0 a pravou klesající asymptoticky zpět k 0. Parametr {\displaystyle \sigma } určuje šířku „kopce“ ve výšce {\displaystyle ae^{-1/8}\approx 0{,}8825\,a}. V polovině výšky má graf šířku {\displaystyle 2\sigma {\sqrt {2\ln 2}}\approx 2{,}3548\,\sigma }.

## Normalizované funkce
Gaussova funkce se velmi často používá ve významu hustoty pravděpodobnosti. V takovém případě musí být její integrál (plocha pod grafem) přes celý definiční obor roven 1, což představuje pravděpodobnost jistého jevu.
{\displaystyle \int _{-\infty }^{\infty }f\left(x\right)\,{\mathrm {d} }x=1}
Tuto normalizační podmínku lze splnit vhodnou volbou konstanty {\displaystyle a}. Nejjednodušší gaussovskou funkcí je {\displaystyle g(x)=e^{-x^{2}}}, jejíž integrál je roven {\displaystyle {\sqrt {\pi }}} (viz Gaussův integrál), takže její normalizovaná verze musí mít tvar
{\displaystyle g_{\mathrm {n} }(x)={\frac {1}{\sqrt {\pi }}}e^{-x^{2}}\,.}
Parametr {\displaystyle \mu } pouze posouvá graf podél osy {\displaystyle x}, takže nemá vliv na hodnotu integrálu. Parametr {\displaystyle \sigma } graf rozšiřuje a integrál se přitom násobí číslem {\displaystyle \sigma {\sqrt {2}}}. Obecná normalizovaná Gaussova funkce tedy musí mít tvar
{\displaystyle f_{\mathrm {n} }(x)={\frac {1}{\sigma {\sqrt {2\pi }}}}e^{-{\frac {\left(x-\mu \right)^{2}}{2\sigma ^{2}}}}\,.}
Parametr {\displaystyle \mu } má v tomto případě význam střední hodnoty náhodné veličiny a parametr {\displaystyle \sigma } je směrodatná odchylka.

## Fourierova transformace
Z matematického a fyzikálního hlediska jsou Gaussovy funkce významné také tím, že při {\displaystyle \mu =0} je Fourierovým obrazem funkce opět Gaussova funkce, obecně s jinými parametry.
{\displaystyle {\hat {f}}(\xi )={\frac {1}{\sqrt {2\pi }}}\int \limits _{-\infty }^{\infty }f(x)e^{-i\xi x}\,{\mathrm {d} }x=a\sigma e^{-\sigma ^{2}\xi ^{2}/2}}
Je-li navíc {\displaystyle \sigma =1}, je Gaussova funkce obrazem sama sebe ({\displaystyle {\hat {f}}=f}), takže představuje pevný bod Fourierovy transformace. Ze všech normalizovaných funkcí má tuto vlastnost pouze jediná:
{\displaystyle f_{\mathrm {n} }(x)={\frac {1}{\sqrt {2\pi }}}e^{-x^{2}/2}\,.}